# June Afternoon
June Afternoon, skriven av Per Gessle och släppt 1996, var den andra singeln från den svenska popduon Roxette samlingsalbum Don't Bore Us, Get to the Chorus! från 1995, och släpptes bara i Europa och Australien.
Den spelades in med medlemmar av den svenska popgruppen Gyllene Tider och planerades att ingå på Per Gessles soloalbum The World According to Gessle. Men istället spelade Roxette in den.
Låten skrevs i januari 1995.
Andra spåret på singeln, demoversionen av "Seduce Me", är tidigare outgiven.

## Låtlista
1. June Afternoon
2. Seduce Me (Demo)
3. June Afternoon (Demo)

## Listplaceringar
| Lista (1996)       | Position |
| ------------------ | -------- |
| Belgien (Flandern) | 33       |
| Schweiz            | 35       |
| Sverige            | 24       |

### Fotnoter
1. ↑  ”Roxette”. Arkiverad från originalet den 16 oktober 2011. https://web.archive.org/web/20111016201530/http://roxette.se/discography.php?show=release&id=11. Läst 22 maj 2011.
2. ↑  ”Svensk mediedatabas”. http://smdb.kb.se/catalog/id/001509694. Läst 14 juni 2011.
3. ↑  ”Svensk mediedatabas”. http://smdb.kb.se/catalog/id/001509698. Läst 14 juni 2011.
4. ↑  ”Listplacering”. http://www.ultratop.be/nl/showitem.asp?interpret=Roxette&titel=June+Afternoon&cat=s. Läst 22 maj 2011.
5. ↑  ”Listplacering”. http://hitparade.ch/showitem.asp?interpret=Roxette&titel=June+Afternoon&cat=s. Läst 22 maj 2011.
6. ↑  ”Listplacering”. http://swedishcharts.com/showitem.asp?interpret=Roxette&titel=June+Afternoon&cat=s. Läst 22 maj 2011.